# Veligandu (Alif Alif)
Pour les articles homonymes, voir Veligandu.
Veligandu est une petite île inhabitée des Maldives. Il s'agit d'une des nombreuses îles-hôtel des Maldives depuis 1984, actuellement le Veligandu Island Resort & Spa.

## Géographie
Veligandu est située dans le centre des Maldives, à l'Est de l'atoll Rasdu, dans la subdivision de Alif Alif.